# Humin (Palpa)
Humin (nep. हुमिन) – gaun wikas samiti w zachodniej części Nepalu w strefie Lumbini w dystrykcie Palpa. Według nepalskiego spisu powszechnego z 2001 roku liczył on 579 gospodarstw domowych i 3057 mieszkańców (1630 kobiet i 1427 mężczyzn).